# Housuselänjärvet
Housuselänjärvet är sjöar i Finland. De ligger i kommunen Kittilä i landskapet Lappland, i den norra delen av landet, 900 km norr om huvudstaden Helsingfors. Housuselänjärvet ligger 344,4 meter över havet. Arean är 7,6 hektar och strandlinjen är 1,31 kilometer lång. Sjön  ingår i Pasvik älvs huvudavrinningsområde.   Omgivningarna runt Housuselänjärvet är i huvudsak ett öppet busklandskap.